# Seda (Lituanie)
Pour les articles homonymes, voir Seda.
Seda est une petite ville du nord-ouest de la Lituanie. Elle est située à 24 km de Mažeikiai. Mentionnée pour la première fois au XIIIe siècle, elle a reçu le statut de ville en 1780.

## Histoire
Au cours de la Seconde Guerre mondiale, de juin à juillet 1941, les juifs de la ville sont assassinés lors d'exécutions de masse perpétrées par un Einsatzgruppen de lituaniens. Une stèle est visible sur le lieu du massacre qui fit de 10 à 150 victimes.